# Grand-Camp (Eure)
Grand-Camp település Franciaországban, Eure megyében. Lakosainak száma 458 fő (2022. január 1.). Grand-Camp Bernay, Broglie, Caorches-Saint-Nicolas, Capelle-les-Grands, Ferrières-Saint-Hilaire, Saint-Aubin-du-Thenney, Treis-Sants-en-Ouche és Saint-Victor-de-Chrétienville községekkel határos.

## Népesség
A település népességének változása:
| Lakosok száma | 298  | 471  | 485  | 432  | 472  | 485  | 493  | 478  | 470  | 458  |
|               | 1968 | 1982 | 1990 | 2006 | 2013 | 2015 | 2017 | 2019 | 2020 | 2022 |